# Cimetière Fernhill
Le cimetière Fernhill est un cimetière canadien de Saint-Jean, au Nouveau-Brunswick.
C'est à l'initiative d'un groupe de citoyens de Saint-Jean que le cimetière Fernhill est créé en 1848 sous le nom de Rural Cemetery. Il devait à l'origine être ouvert à toutes les confessions, mais les catholiques et les méthodistes, qui possédaient leurs propres cimetières, refusèrent de participer au projet. C'est en 1899 que le cimetière prend son nom actuel de Fernhill.
D'une superficie de 110 acres (un peu plus de 44 hectares), le cimetière enregistre son premier enterrement le 8 mars 1849. Plusieurs agrandissement sont réalisés en 1849, 1852 et 1897, et un petit cimetière juif de la congrégation Sha'arei Zedek, créé en 1872, en devient partie.
Un bureau et un logement sont construits en 1859, des chemins carrossables sont tracés en 1914 et un caveau et une chapelle sont érigés en 1911. Un crématorium est ajouté en 1938 et un columbarium en 1995.
La superficie du cimetière est aujourd'hui de 80 hectares et on estime à 37 000 le nombre de personnes enterrées.

## Célébrités enterrées
- Amos Edwin Botsford (1804-1894), homme politique, ancien président du Sénat du Canada ;
- John Douglas Hazen (1860-1937), homme politique, ancien premier ministre du Nouveau-Brunswick ;
- George Edwin King (1839-1901), homme politique, ancien premier ministre du Nouveau-Brunswick ;
- George McLeod (1836-1905), homme politique ;
- William Pugsley (1850-1925), homme politique, ancien lieutenant-gouverneur du Nouveau-Brunswick ;
- William Henry Steeves (1814-1873), homme politique, un des Pères de la Confédération canadienne ;
- Samuel Leonard Tilley (1818-1896), homme politique, un des Pères de la Confédération canadienne ;